# Gerard z Villamagna
Gerard z Villamagna (ur. 1174 w Villamagna, zm. 25 maja 1245) – włoski  tercjarz franciszkański i błogosławiony Kościoła katolickiego.

## Biografia
Pochodził ze szlacheckiej rodziny. Został szybko osierocony przez rodziców. W czasie drugiej podróży do Ziemi Świętej pochwycili go piraci, lecz uciekł z niewoli do Syrii, gdzie zajmował się z pielgrzymami, a także troszczył się o chorych. Gdy wrócił do Włoch został przyjęty przez Franciszka Asyżu do III zakonu i przyjął z jego rąk habit tercjarski. Jego kult jako błogosławionego został potwierdzony w 1833 przez papieża Grzegorza XVI.